# Милосердов, Владимир Васильевич
Владимир Васильевич Милосердов (род. 15 ноября 1930, Моисеево-Алабушка, Центрально-Чернозёмная область, СССР) — советский и российский учёный в области экономики и организации сельского хозяйства, земельных отношений, академик ВАСХНИЛ (1991), академик РАН (2013).

## Биография
Родился 15 ноября 1930 года в селе Моисеево-Алабушка Уваровского района Центрально-Чернозёмной области (ныне — Тамбовская область). Окончил Белорусский государственный институт народного хозяйства имени В. В. Куйбышева (1953).
- 1953—1955 председатель районной плановой комиссии в Минской области;
- 1955—1977 во ВНИИ кибернетики: аспирант, младший, затем старший научный сотрудник (1955—1963), заведующий лабораторией, руководитель отдела (1963—1973), директор (1973—1977);
- 1977—1981 директор НИИ экономики и организации сельскохозяйственного производства Нечернозёмной зоны РСФСР;
- 1981—1982 заместитель начальника сводного отдела агропромышленного комплекса Госплана СССР;
- 1982—1985 помощник секретаря ЦК КПСС;
- 1985—1988 консультант отдела сельского хозяйства и пищевой промышленности ЦК КПСС;
- 1988—1991 заместитель, первый заместитель начальника сводного отдела АПК, экономический советник Госплана СССР;
- 1991—1992 академик-секретарь Отделения экономики ВАСХНИЛ, академик-секретарь Отделения земельной реформы и землеустройства РАСХН (1992);
- 1992—2011 директор (1992—2003), главный научный сотрудник, главный научный консультант (2003—2011) Всероссийского НИИ экономики, труда и управления в сельском хозяйстве.

Доктор экономических наук (1971), профессор (1976), член-корреспондент ВАСХНИЛ (1978), академик РАСХН (1991), академик РАН (2013). Заслуженный деятель науки Российской Федерации (1996). Награждён медалями СССР и РФ, золотой медалью им. В. С. Немчинова (1997). 
Автор (соавтор) более 400 научных трудов, в том числе более 50 книг и брошюр.
Книги:
- Многоукладная экономика АПК России: вопросы теории и практики / соавт.: А. А. Шутьков и др. — М.: Колос, 1998. — 359 с.
- Крестьянский вопрос в России: прошлое, настоящее, будущее: в 2 ч. — М., 1999. Ч. 1: Исторические этапы крестьянского вопроса в России. — 255 с. Ч. 2: Крестьянство в канун третьего тысячелетия. — 307 с.
- Система ведения агропромышленного производства Орловской области (организационно-экономический механизм) / соавт.: А. С. Миндрин и др.; Всерос. НИИ экономики, труда и упр. в сел. хоз-ве. — М., 2001. — 228 с.
- Аграрная политика России — XX век / соавт. К. В. Милосердов. — М., 2002. — 543 с.
- Земельные отношения в сельском хозяйстве / соавт.: В. А. Грачев и др.; Всерос. НИИ экономики, труда и упр. в сел. хоз-ве. — М., 2005. — 301 с.
- Крестьянство России в глобальном мире. — М.: Росинформагротех, 2009. — 391 с.
- Собрание сочинений. Кн.5: Воспоминание и размышления о настоящем и будущем.- М.: ООО «НИПКЦ Восход-А», 2010.- 479 с.
- Судьба российского крестьянства. Кн.2.- Казань: Ред.-изд. центр, 2011. — 379 с.
- Агропромышленный комплекс : стратегические инициативы / соавт.: А. Н. Семин и др. — М.: Фонд «Кадровый резерв», 2016. — 628 с.